# Siêu logarit
Trong toán học, siêu logarit (tiếng Anh: Super-logarithm) là một trong hai hàm nghịch đảo của tetration. Cũng giống như lũy thừa có hai hàm nghịch đảo, căn và logarit, tetration có hai hàm nghịch đảo, siêu căn và siêu logarit. Có một số cách giải thích siêu logarit:
- Là hàm Abel của hàm mũ,
- Là hàm nghịch đảo của tetration đối với chiều cao,
- Là một khái quát của hệ thống lớp số lượng lớn Robert Munafo,

Đối với các giá trị nguyên dương, các siêu logarit với cơ số- e là tương đương với số lần logarit phải được lặp để có được 1 (logarit lặp). Tuy nhiên, điều này không đúng với các giá trị âm và do đó không thể được coi là một định nghĩa đầy đủ. Định nghĩa chính xác của siêu logarit phụ thuộc vào định nghĩa chính xác của tetration không tích phân (nghĩa là, {\displaystyle {^{y}x}} cho y không phải là số nguyên). Không có kết luận rõ ràng về định nghĩa của tetration không tích phân và do đó không có sự đồng thuận rõ ràng tương tự như vậy không rõ ràng nào về siêu logarit cho các đầu vào không nguyên.

## Định nghĩa
Siêu logarit, viết {\displaystyle \operatorname {slog} _{b}(z),} được định nghĩa ngầm bởi
{\displaystyle \operatorname {slog} _{b}(b^{z})=\operatorname {slog} _{b}(z)+1} và
{\displaystyle \operatorname {slog} _{b}(1)=0.}
Định nghĩa này ngụ ý rằng siêu logarit chỉ có thể có đầu ra số nguyên và nó chỉ được xác định cho các đầu vào có dạng {\displaystyle b,b^{b},b^{b^{b}},} và như thế. Để mở rộng miền của siêu logarit từ tập số thưa thớt này thành số thực, một số phương pháp đã được theo đuổi. Chúng thường bao gồm một yêu cầu thứ ba ngoài những yêu cầu được liệt kê ở trên, khác nhau tùy theo tác giả. Những cách tiếp cận như sau:
- Phương pháp gần đúng tuyến tính của Rubstov và Romerio,
- Phương pháp gần đúng bậc hai của Andrew Robbins,
- Cách tiếp cận chức năng Abel thường xuyên của George Szekeres,
- Cách tiếp cận chức năng lặp của Peter Walker, và
- Cách tiếp cận ma trận tự nhiên của Peter Walker, và sau đó được khái quát bởi Andrew Robbins.

## Xấp xỉ
Thông thường, các hàm đặc biệt được xác định không chỉ cho các giá trị thực của (các) đối số, mà còn cho mặt phẳng phức, và biểu diễn vi phân và/hoặc tích phân, cũng như mở rộng trong chuỗi hội tụ và tiệm cận. Tuy nhiên, không có đại diện như vậy có sẵn cho chức năng slog. Tuy nhiên, các xấp xỉ đơn giản dưới đây được đề xuất.

### Xấp xỉ tuyến tính
{\displaystyle \operatorname {slog} _{b}(z)\approx {\begin{cases}\operatorname {slog} _{b}(b^{z})-1&{\text{nếu }}z\leq 0\\-1+z&{\text{nếu }}0<z\leq 1\\\operatorname {slog} _{b}(\log _{b}(z))+1&{\text{nếu }}1<z\\\end{cases}}}
đó là một hàm được xác định bằng piecewise với một "phần quan trọng" tuyến tính. Hàm này có thuộc tính là liên tục cho tất cả z thực ({\displaystyle C^{0}} tiếp diễn). Các tác giả đầu tiên nhận ra sự gần đúng này là Rubstov và Romerio, mặc dù nó không có trong bài báo của họ, nó có thể được tìm thấy trong thuật toán của họ được sử dụng trong nguyên mẫu phần mềm của họ. Mặt khác, gần đúng tuyến tính với tetration, đã được biết đến bởi Ioannis Galidakis. Đây là một nghịch đảo tự nhiên của xấp xỉ tuyến tính với tetration.
Các tác giả như Holmes nhận ra rằng siêu logarit sẽ là một ứng dụng tuyệt vời cho sự phát triển tiếp theo của số học dấu phẩy động máy tính, nhưng với mục đích này, hàm không cần phải khác biệt vô cùng. Do đó, với mục đích đại diện cho số lượng lớn, phương pháp gần đúng tuyến tính cung cấp đủ tính liên tục ({\displaystyle C^{0}} tính liên tục) để đảm bảo rằng tất cả các số thực có thể được biểu diễn theo thang siêu logarit.

### Xấp xỉ bậc hai
Phép tính gần đúng bậc hai với siêu logarit là:
{\displaystyle \operatorname {slog} _{b}(z)\approx {\begin{cases}\operatorname {slog} _{b}(b^{z})-1&{\text{if }}z\leq 0\\-1+{\frac {2\log(b)}{1+\log(b)}}z+{\frac {1-\log(b)}{1+\log(b)}}z^{2}&{\text{if }}0<z\leq 1\\\operatorname {slog} _{b}(\log _{b}(z))+1&{\text{if }}1<z\end{cases}}}
đó là một hàm được xác định bằng piecewise với một "phần quan trọng" bậc hai. Hàm này có thuộc tính là liên tục và khác biệt cho tất cả z thực ({\displaystyle C^{1}} tiếp diễn). Tác giả đầu tiên công bố xấp xỉ này là Andrew Robbins trong bài báo này.
Phiên bản siêu logarit này cho phép các hoạt động tính toán cơ bản được thực hiện trên siêu logarit, mà không yêu cầu một số lượng lớn giải quyết trước. Sử dụng phương pháp này, điều tra cơ bản về các thuộc tính của siêu logarit và tetration thể được thực hiện với một số lượng nhỏ của chi phí tính toán.

## Phương pháp tiếp cận chức năng Abel
Hàm Abel là bất kỳ hàm nào thỏa mãn phương trình hàm của Abel:
{\displaystyle A_{f}(f(x))=A_{f}(x)+1}
Cho hàm Abel {\displaystyle A_{f}(x)} một giải pháp khác có thể thu được bằng cách thêm bất kỳ hằng số {\displaystyle A'_{f}(x)=A_{f}(x)+c}. Do đó, siêu logarit được xác định bởi {\displaystyle \operatorname {slog} _{b}(1)=0} và thuộc tính đặc biệt thứ ba khác nhau giữa các cách tiếp cận, hàm Abel của hàm số mũ có thể được xác định duy nhất.

## Tính chất
{\displaystyle \operatorname {slog} _{b}(z)=\operatorname {slog} _{b}(\log _{b}(z))+1}
{\displaystyle \operatorname {slog} _{b}(z)>-2} cho tất cả z thực
Có lẽ là ví dụ đầu tiên của vấn đề toán học trong đó giải pháp được thể hiện dưới dạng siêu logarit, như sau:
Xem xét các đồ thị định hướng với N nút và như vậy đường dẫn được định hướng từ nút i đến nút j tồn tại khi và chỉ khi {\displaystyle i>j.} Nếu độ dài của tất cả các đường dẫn như vậy nhiều nhất là k cạnh, thì tổng số cạnh tối thiểu có thể là: 
{\displaystyle \Theta (N^{2})} cho {\displaystyle k=1}
{\displaystyle \Theta (N\log N)} cho {\displaystyle k=2}
{\displaystyle \Theta (N\log \log N)} cho {\displaystyle k=3}
{\displaystyle \Theta (N\operatorname {slog} N)} cho {\displaystyle k=4} và {\displaystyle k=5}
(MI Grinchuk, 1986; trường hợp {\displaystyle k>5} yêu cầu siêu siêu logarit, siêu siêu siêu logarit, v.v.)

## Siêu logarit như nghịch đảo của tetration

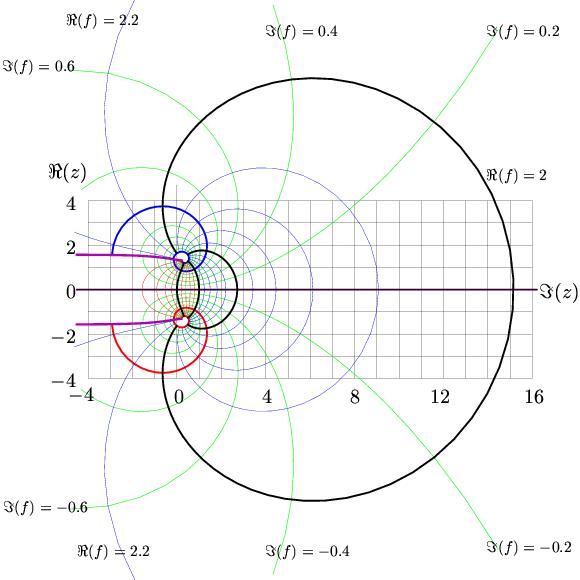
trong mặt phẳng z phức.

Như tetration (hoặc siêu mũ) {\displaystyle {\rm {sexp}}_{b}(z):={{^{z}}b}} bị nghi ngờ là một hàm phân tích, ít nhất là đối với một số giá trị của {\displaystyle ~b~}, hàm nghịch đảo {\displaystyle {\rm {slog}}_{b}={\rm {sexp}}_{b}^{-1}} cũng có thể là phân tích. Hành vi của {\displaystyle ~{\rm {slog}}_{b}(z)~}, được định nghĩa theo cách như vậy, phức tạp {\displaystyle ~z~} mặt phẳng được phác họa trong hình 1 cho trường hợp {\displaystyle ~b=e~}. Các mức giá trị nguyên của giá trị thực và số nguyên của các phần ảo của các hàm slog được hiển thị với các dòng dày. Nếu sự tồn tại và tính độc đáo của phần mở rộng phân tích của tetration được cung cấp bởi các điều kiện của phương pháp tiệm cận của nó đến điểm cố định {\displaystyle L\approx 0.318+1.337{\!~{\rm {i}}}} và {\displaystyle L^{*}\approx 0.318-1.337{\!~{\rm {i}}}} của {\displaystyle L=\ln(L)}  ở phần trên và phần dưới của mặt phẳng phức, thì hàm nghịch đảo cũng phải là duy nhất. Một chức năng như vậy là có thật ở trục thực. Nó có hai điểm nhánh tại {\displaystyle ~z=L~} và {\displaystyle ~z=L^{*}}. Nó tiếp cận giá trị giới hạn của nó {\displaystyle -2} trong vùng lân cận của phần âm của trục thực (tất cả các dải giữa các vết cắt được hiển thị bằng các đường màu hồng trong hình) và từ từ mọc lên theo hướng tích cực của trục thực. Vì đạo hàm tại trục thực là dương, nên phần ảo của slog vẫn dương ngay trên trục thực và âm ngay dưới trục thực. Sự tồn tại, tính độc đáo và khái quát đang được thảo luận.